# ALPS処理水

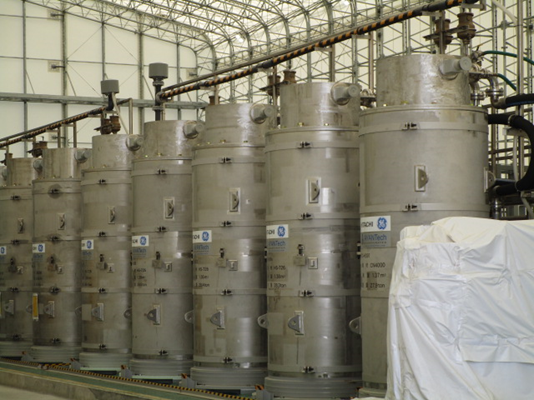
多核種除去設備（ALPS）

ALPS処理水（アルプスしょりすい）とは、福島第一原子力発電所において発生した放射性物質が含まれる汚染水を、多核種除去設備（たかくしゅじょきょせつび、頭字語:ALPS）などを使用し、トリチウムや炭素14を除く62種類の放射性物質を国の規制基準以下まで浄化処理した水のことである。また「ALPS」（アルプス）は「Advanced Liquid Processing System」（アドバンスド リクイド プロセッシング システム）の頭字語である。単に「処理水」と略す場合もある。

## 呼称
一般的に原子力発電における汚染水とは高濃度の放射性物質や通常排出されない放射性物質を含む水である。ALPS処理水は汚染水を浄化したものである。一部ではALPS処理水を「処理水」と略称する場合がある。
2021年4月、NHKは国際放送のNHKワールド JAPANで、福島第一原子力発電所からの放射性物質を含んだ水を政府が海洋放出する方針を9日に伝えたニュースのウェブ上の記事の見出しなどを差し替えた。海洋放出されるのを「radioactive water（汚染水）」としていたが、視聴者から誤解を与えかねないと指摘を受けたとして「treated water（処理された水）」に改めた。NHK広報局によると、視聴者から「汚染水が処理されずにそのまま放出されると誤解されかねない」などの指摘があり、11日に表現を差し替え、「誤った印象を与えたかもしれない」との釈明も付記した。この件は13日の衆議院総務委員会でも取り上げられ、NHK会長の前田晃伸は「正確に伝えるために、見出しやTwitter（現・X）などを含めて表現に留意したい」と答弁した。
ただし「処理水」という名称には反対の意見も複数挙がっており、グリーンピースは呼称についてトリチウムや炭素14などが取り除けずに残っている点を挙げ、処理されたもののまだ汚染が残る水として「不完全処理水」「ALPS処理汚染水」だとしている。また海洋放出に対して反対の立場をとっている中華人民共和国はALPS処理水という名称は使わず「核汚染水」という名称を使用している。その他にも処理水という呼称については核科学者の小出裕章などからも反対意見が挙がっている（詳細は後述の#小出裕章を参照 ）。

## 海洋放出

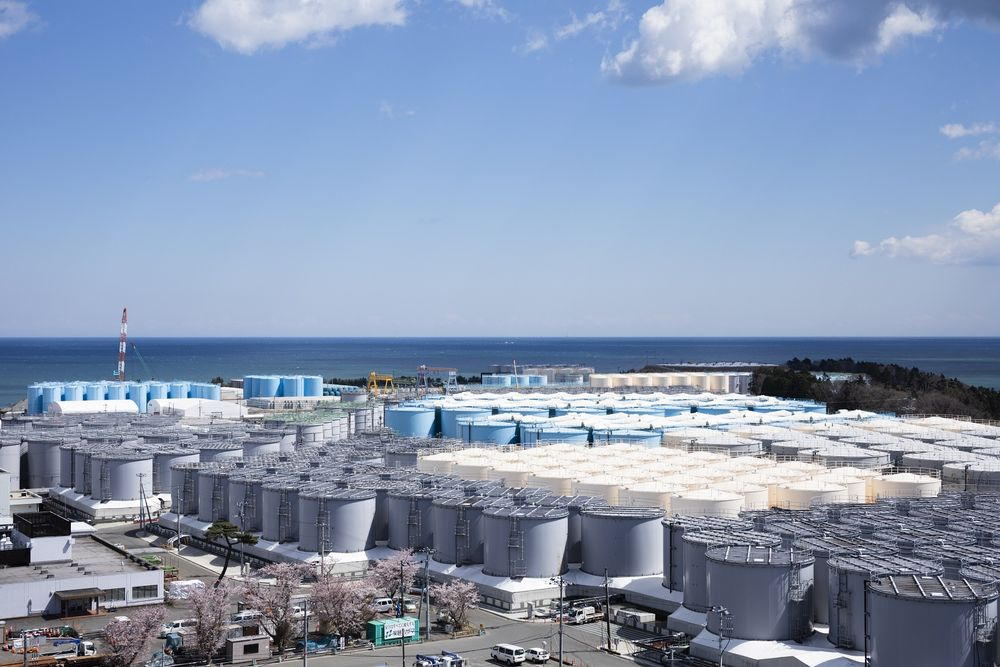
福島第一原発に並ぶ処理水タンク（2019年）

福島第一原子力発電所の汚染水は2022年度には1日あたり約90 t増加しており、2023年6月29日時点で容量の97%にあたる約133万8000 tに達している。これにより保管できる場所が徐々に減少している。発電所の敷地内にタンクを増設する余裕はなく、また発電所内部から取り出す予定の燃料デブリを保管する場所を捻出するため、今あるタンクを減らす必要がある。
国のタスクフォースチームの「多核種除去設備等処理水の取り扱いに関する小委員会」は2016年に「基準以下に薄めて海に放出する案」「加熱して蒸発させ、大気中に放出する案」「電気分解して水素にして大気中に放出する案」「地下深くの地層に注入する案」「セメントなどに混ぜて板状にし、地下に埋める案」の5つの案を示した。5つの処分方法別の費用は最もコストのかからない基準以下に薄めて海に放出する案の約34億円から約3976億円までの幅があった。タスクフォースチームから議論を引き継いだ小委員会は、実績があり現実的だとして「基準以下に薄めて海に放出する案」「加熱して蒸発させ、大気中に放出する案」の2つの案を中心に議論を進めることを提言した。政府は2021年4月、コスト面などから最終的に「基準以下に薄めて海に放出する案」を採用することを決めた。
東京電力福島第一原発の処理水について、東電が原発の沖合約1キロまで海底に配管を通し、海洋放出する方針を固めたことが、関係者への取材でわかった。2021年8月25日にも発表する。政府と東電は2023年春にも放出を始める方針で、配管などの設置に向けた海底調査を9月にも始める見通し。
ALPS処理水の海洋放出について政府は2015年に「関係者の理解なしに、いかなる処分も行わない」と福島県漁業協同組合連合会に伝えている。官房長官の松野博一は2023年6月28日に「経済産業省が15年に福島県漁連に回答した『関係者の理解なしにはいかなる処分も行わない』との方針は順守する」と述べた。

## 海洋放出の経過

### 2023年度

#### 2023年度の放出実績
| 放出回数 | 放出回数 | 放出期間       | 放出期間       | ALPS処理水の放出量（t） | ALPS処理水の放出量（t） | ALPS処理水の放出量（t） | トリチウム放出量（Bq） | トリチウム放出量（Bq） | トリチウム放出量（Bq） |
| 累計     | 年度     | 開始日         | 終了日         | 各回ごとの放出量        | 年度累計放出量          | 累計放出量              | 各回ごとの放出量       | 年度累計放出量         | 累計放出量             |
| -------- | -------- | -------------- | -------------- | ----------------------- | ----------------------- | ----------------------- | ---------------------- | ---------------------- | ---------------------- |
| 1        | 1        | 2023年08月24日 | 2023年09月11日 | 7,788 t                 | 7,788 t                 | 7,788 t                 | 約1.1兆 Bq             | 約1.1兆 Bq             | 約1.1兆 Bq             |
| 2        | 2        | 2023年10月05日 | 2023年10月23日 | 7,810 t                 | 15,598 t                | 15,598 t                | 約1.1兆 Bq             | 約2.2兆 Bq             | 約2.2兆 Bq             |
| 3        | 3        | 2023年11月02日 | 2023年11月20日 | 7,753 t                 | 23,351 t                | 23,351 t                | 約1.0兆 Bq             | 約3.2兆 Bq             | 約3.2兆 Bq             |
| 4        | 4        | 2024年02月28日 | 2024年03月17日 | 7,794 t                 | 31,145 t                | 31,145 t                | 約1.3兆 Bq             | 約4.5兆 Bq             | 約4.5兆 Bq             |

#### 放出開始までの経緯
2023年6月12日 - 東京電力は、福島第一原発の処理水海洋放出計画で、処理水の代わりに真水を使い、海に放出する試運転を始めた。約2週間かけ、水の移送ポンプや安全装置に問題がないかを確認した。
2023年6月26日 - 掘削機が引き揚げられ、処理水を海に流す海底トンネルが開通した。政府は今後、国際原子力機関（IAEA）が公表する報告書を受け、放出開始時期を判断する見通し。

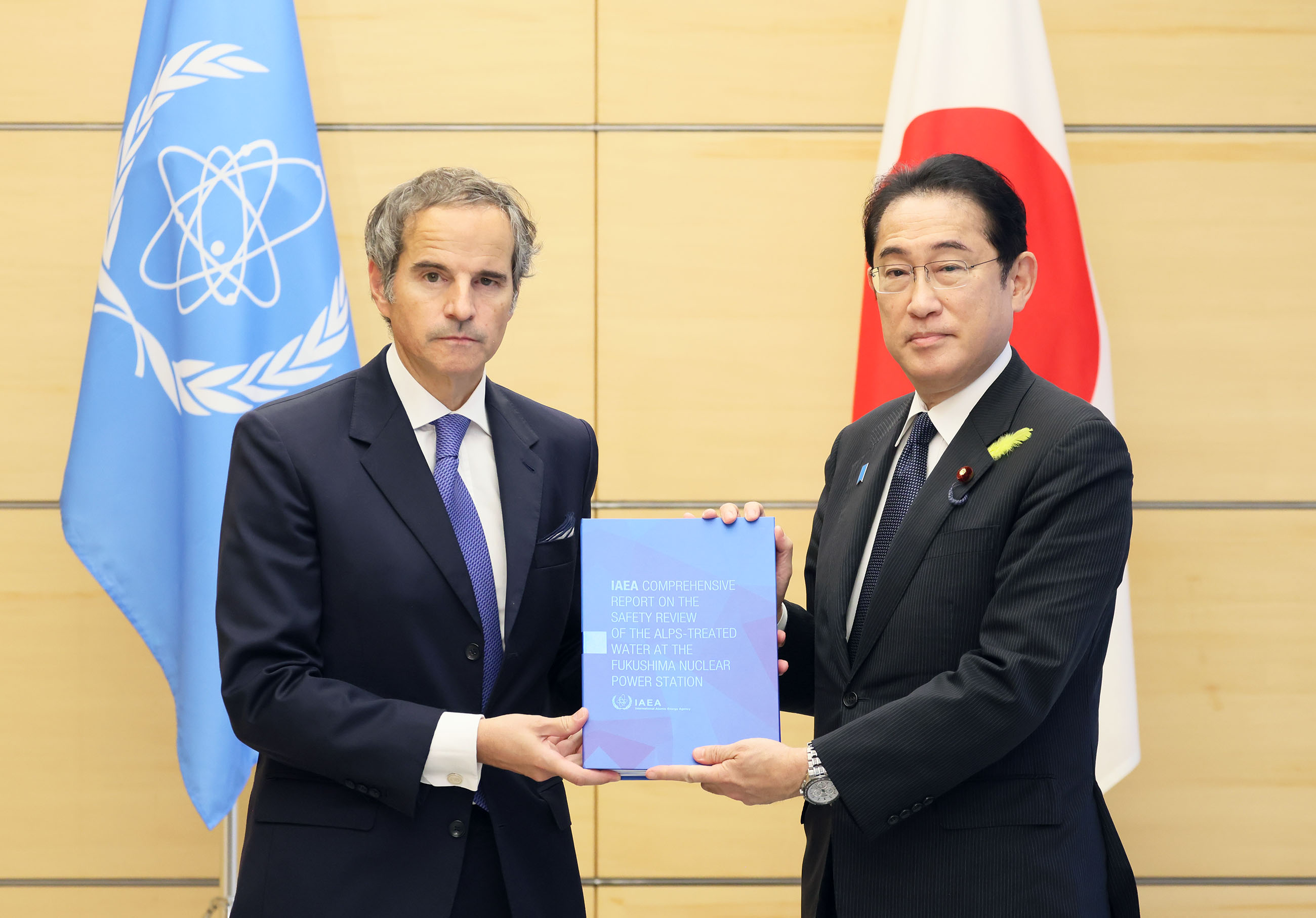
2023年7月4日、国際原子力機関のラファエル・グロッシー事務局長は日本の岸田文雄首相と会談し、福島核廃水放出計画に関する包括的評価報告書を提出した。

2023年7月4日 - IAEAは、福島第一原発の処理水の海洋放出計画をめぐり、「計画は国際的な安全基準に合致」し、人や環境への影響は「無視できるほど」とする調査報告書を公表した。
2023年7月7日 - 原子力規制委員会は、放出設備の性能などの検査で問題がなかったとして、東電に終了証を交付した。これにより放出のための設備が整った。

#### 1回目の海洋放出
2023年8月22日 - 政府はALPS処理水の海洋放出を2023年8月24日にも開始をすることを正式に決定した。
2023年8月24日 - 13:03（JST）、東京電力はALPS処理水の海洋放出を開始した。浄化設備で取り除けなかったトリチウムの濃度が、最大で1L当たり63Bqで、政府方針で定めた放出時の排水基準である1,500Bq（1,500Bqは国の排出基準の40分の1）を下回ったことから海洋放出が開始された。
ALPS処理水は福島第一原子力発電所の沖合約1kmの海底から放出が行われ、今後1日あたりおよそ460tずつ、17日間程をかけて7,800tのALPS処理水を海洋放出する予定である。2023年度は合計31,200tを4回に分け7,800tずつ放出を行う予定である。2023年度内の削減量はタンク10基分程度の約11,200t程（総量の約0.8%程度）を見込んでいる。「まず少量を慎重に放出する」として、トリチウムの量は福島第一原子力発電所の年間放出量（22兆Bq）の4分の1以下の計5兆Bqにとどめた。東京電力は今後1か月間、放出口近くでモニタリングを毎日実施する予定である。
ALPS処理水の海洋放出が開始された後、全国漁業協同組合連合会は「放出に反対であることはいささかも変わらない。国が全責任を持って放出を判断したとはいえ、不安な思いは増している」という会長声明を出した。
東京電力は2023年8月25日に配管で採取した海水のトリチウム濃度の分析値が「計算上の濃度と同程度であること、分析値が1L当たり1500Bqを下回っていることを確認した」と記者会見で発表した。また2023年8月24日のALPS処理水の海洋放出開始後に福島第一原子力発電所から3km以内の10か所で採取した海水のトリチウムの濃度を公開し、いずれの地点でも検出限界値（1L当たり約10Bq）を下回っていた。
2023年9月11日 - 午後、第1回分約7788 t、1.1兆 BqのALPS処理水の海洋放出が完了した。ALPS処理水の海洋放出は9月10日まで行われ、9月11日の午前からは処理水の貯蔵タンクから放出設備につながる配管に残っていた処理水を真水で押し出す作業を行っていた。作業は昼過ぎに終了し、これにより第1回のALPS処理水の海洋放出が完了した。
政府は今後約30年間かけて、ALPS処理水を徐々に太平洋へ放出したいとしている。

#### 2回目の海洋放出
2023年10月3日 - 海洋放出開始に向け、2回目放出分のALPS処理水のうち約1 tを海水約1200 tで薄めて大型水槽にため、放射性物質トリチウム濃度に異常がないことを確認した。測定の結果トリチウム濃度は放出基準の1500 Bq/Lを下回っていた。この他で計画に定められている放射性セシウムなど29種類の放射性物質濃度を東京電力と日本原子力研究開発機構がそれぞれ測定し、すべて法令基準を下回ることが確認された。
2023年10月5日 - 10:18 (JST) ポンプを起動させ、ALPS処理水を海に放出する作業を開始した。天候などが安定していたことから予定通り、2回目のALPS処理水の海洋放出が開始された。前回同様約7800 tのALPS処理水の海洋放出を行う予定。問題なく進めば2023年10月23日に2回目のALPS処理水の海洋放出が終了する予定である。
東京電力の副社長で福島第1廃炉推進カンパニー最高責任者の小野明は、記者会見において「風評を生じさせないとの強い覚悟と緊張感を持って取り組む」と述べた。
同日、中華人民共和国外交部の報道官はALPS処理水の2回目の海洋放出について「中国側の日本の福島原発汚染水海洋放出における立場は一貫して明確であり、我々は日本側の一方的な海洋放出に断固として反対する。」というコメントを述べた。
2023年10月23日 - 第2回分約7810 t、約1.1兆 BqのALPS処理水の海洋放出が完了した。ALPS処理水の海洋放出は10月22日まで行われ、10月23日は配管内に残っている処理水を押し流す作業を行っていたが、同日正午すぎには完了した。

#### 3回目の海洋放出
2023年10月30日 - 海洋放出開始に向け、タンクに貯蔵していた処理水の一部を移送用の配管に移した。また3回目放出分のALPS処理水のうち最初に放出する約1 tを海水で薄めて大型水槽にため、トリチウム濃度が放出基準の1500 Bq/Lを下回っていたことを確認した。
2023年11月2日 - 10:21 (JST) ポンプを起動させ、ALPS処理水を海に放出する作業を始めた。前回同様約7800 tのALPS処理水の海洋放出を行う予定である。問題なく進めば2023年11月20日頃に3回目のALPS処理水の海洋放出が終了する予定である。
同日、在日本中国大使館の報道官はALPS処理水の3回目の海洋放出について「本は立て続けに原発汚染水を放出して、世界の海洋環境の安全に重大なリスクをもたらしている。福島原発汚染水の海洋放出に反対する中国の立場は明確かつ揺るぎないものだ。我々は日本側に対して、国際社会の懸念に全面的に応え、ステークホルダーが十分かつ具体的に参加する、長期的に実効性のある国際的な監視体制を受け入れ、科学的で安全かつ透明性のある方法で原発汚染水を的確に処分するよう改めて促す。」というコメントを述べた。
2023年11月20日 - 12:01 (JST) 第3回分約7753 t、約1.0兆 BqのALPS処理水の海洋放出が完了した。

#### 4回目の海洋放出
2024年2月28日 - 11:11 (JST) ポンプを起動させ、ALPS処理水を海に放出する作業を始めた。前回同様約7800 tのALPS処理水の海洋放出を行う予定である。放出期間中は適切にトリチウムの希釈が行われている事を確認するため海水配管からの試料採取を行う予定である。
東京電力ホールディングス・福島第一廃炉推進カンパニーはニュースリリースの中で4回目のALPS処理水の海洋放出について「引き続き、意図しない形でALPS処理水の海洋放出を実施することがないよう、最大限の緊張感を持っ て取り組んでまいります。」と言及した。中華人民共和国外交部は4回目のALPS処理水の海洋放出を受け、2月28日記者会見を開き記者会見内で報道官の毛寧はALPS処理水の呼称を核汚染水とした上で「汚染のリスクを全世界に転嫁することは国際法に反し、極めて無責任だ。中国は断固反対する。」「中国側は日本側に対し、近隣諸国などの利害関係者の実質的な参加を得て、独立した実効性のある長期かつ国際的なモニタリング体制を確立するよう求める。」と述べ、日本側に処理水の放出をやめるよう改めて求めた。
同日、中華人民共和国外交部の定例記者会見において報道官の毛寧はALPS処理水の4回目の海洋放出について「日本は国際社会の懸念と反対を顧みず、すでに2万3000トンを超える福島原発汚染水を海洋に放出し、汚染リスクを全世界に押し付けている。これは国際法と合致せず、極めて無責任でもある。」というコメントを述べた。
2024年3月15日 - 12:14 (JST) 福島県沖深さ50 kmを震源とするM5.8、福島県内で震度5弱を観測する地震が発生し、安全確認のために福島第一原発からのALPS処理水の海洋放出が停止された。その後、設備などに異常が見られなかったことから、約15時間後に再開された。
2024年3月17日 - 12:16 (JST) 第4回分約7794 t、約1.3兆 BqのALPS処理水の海洋放出が完了した。

### 2024年度
2024年度は累計5回目から11回目の計7回の海洋放出を行った。

#### 2024年度の放出実績
| 放出回数         | 放出回数         | 放出期間         | 放出期間         | ALPS処理水の放出量（t） | ALPS処理水の放出量（t） | ALPS処理水の放出量（t） | トリチウム放出量（Bq） | トリチウム放出量（Bq） | トリチウム放出量（Bq） | 出典                 |
| 累計             | 年度             | 開始日           | 終了日           | 各回ごとの放出量        | 年度累計放出量          | 累計放出量              | 各回ごとの放出量       | 年度累計放出量         | 累計放出量             | 出典                 |
| 前年度までの累計 | 前年度までの累計 | 前年度までの累計 | 前年度までの累計 | -                       | -                       | 31,145 t                | -                      | -                      | 約4.5兆 Bq             |                      |
| ---------------- | ---------------- | ---------------- | ---------------- | ----------------------- | ----------------------- | ----------------------- | ---------------------- | ---------------------- | ---------------------- | -------------------- |
| 5                | 1                | 2024年04月19日   | 2024年05月07日   | 7,851 t                 | 7,851 t                 | 38,996 t                | 約1.5兆 Bq             | 約1.5兆 Bq             | 約6.0兆 Bq             | [ 55 ] [ 56 ]        |
| 6                | 2                | 2024年05月17日   | 2024年06月04日   | 7,892 t                 | 15,743 t                | 46,888 t                | 約1.3兆 Bq             | 約2.8兆 Bq             | 約8.8兆 Bq             | [ 57 ] [ 58 ]        |
| 7                | 3                | 2024年06月28日   | 2024年07月16日   | 7,846 t                 | 23,589 t                | 54,734 t                | 約1.3兆 Bq             | 約4.1兆 Bq             | 約10.1兆 Bq            | [ 59 ] [ 60 ]        |
| 8                | 4                | 2024年08月07日   | 2024年08月25日   | 7,897 t                 | 31,486 t                | 62,631 t                | 約1.6兆 Bq             | 約5.7兆 Bq             | 約11.7兆 Bq            | [ 61 ]               |
| 9                | 5                | 2024年09月26日   | 2024年10月14日   | 7,817 t                 | 39,303 t                | 70,448 t                | 約2.2兆 Bq             | 約7.9兆 Bq             | 約13.9兆 Bq            |                      |
| 10               | 6                | 2024年10月17日   | 2024年11月4日    | 7,837 t                 | 47,140 t                | 78,285 t                | 約2.4兆 Bq             | 約10.3兆 Bq            | 約16.3兆 Bq            | [ 62 ]               |
| 11               | 7                | 2024年03月12日   | 2024年03月30日   | 7,860 t                 | 55,000 t                | 86,145 t                | 約2.4兆 Bq             | 約12.7兆 Bq            | 約18.7兆 Bq            | [ 63 ] [ 64 ] [ 65 ] |

#### 5回目の海洋放出
2024年4月19日 - 11:14 (JST) ポンプを起動させ、ALPS処理水を海に放出する作業を始めた。前回同様約7800 tのALPS処理水の海洋放出を行う予定である。
2024年度はALPS処理水を7回に分け、約54600 t / 約14兆 Bqを放出する計画で、2023年度の約31145 t / 約4.5兆 Bqを上回る見通しである。また東京電力は2024年度デブリの取り出しなど廃炉作業に必要なスペースを空ける事を目的にALPS処理水用タンクの解体に着手し始める予定である。
同日、中華人民共和国外交部の定例記者会見において報道官の林剣はALPS処理水の5回目の海洋放出について「日本は国内外の反対を顧みず、海洋放出を一方的に開始して以来、原発汚染水の海洋放出の安全性、浄化装置の長期的な信頼性、モニタリングの取り決めの有効性などに対する利害関係者の懸念をいまだに解消していない。こうした中、日本は5回目となる原発汚染水の海洋放出を頑なに開始した。これは危険性を全世界に押し付けるものであり、極めて無責任だ。中国はこれに断固として反対する。」というコメントを述べた。
2024年4月24日 - 福島第一原発構内における掘削作業中に作業員が誤って深く掘りすぎてしまい、地中にある外部電源のケーブルを損傷したことにより、電源供給系統の一部が停止し停電が起き海洋放出が約6時間半の間一時停止した。東京電力はこの出来事に対する再発防止策として、「作業員への注意喚起の徹底」をするとした他、「今後同様の作業を行う場合は社員が現場に立ち会うなどする」とした。また東京電力は他のトラブルの発生も踏まえて、月内をめどに約800件の現場作業について一斉点検を実施する予定とした。
2024年5月3日 - 放出口から北に約200 mの地点で、これまでで最高の海水に含まれるトリチウムの濃度となる約29 Bq/Lが検出された。これに対して東京電力の担当者は「放出した処理水が少し高めの数値になっていた」とした。
2024年5月7日 - 昼過ぎ、第5回分約7827 t、約1.5兆 BqのALPS処理水の海洋放出が完了した。

#### 6回目の海洋放出
2024年5月17日 - 午前、ポンプを起動させ、ALPS処理水を海に放出する作業を始めた。前回同様約7800 tのALPS処理水の海洋放出を行う予定である。
同日、在日本中国大使館の報道官はALPS処理水の6回目の海洋放出について「日本が原発汚染水を海洋に放出するのは、これが6回目だ。いまだに安全性と信頼性が確保されていない中、原発汚染水を海洋放出する日本の行為は、周辺諸国及び海洋環境への危険性を再三にわたり高めており、大きな憤りを抱かせるものだ。日本による一方的な海洋放出に断固として反対する中国の立場は明確で一貫したものだ。我々は日本に対して、日本国内と国際社会の懸念を強く重視し、利害関係者が具体的に参加する、独立した、実効性のある長期的な国際モニタリング体制の構築に全面的に協力するよう、改めて厳正に要求する。」というコメントを述べた。
2024年6月4日 - 12:00 (JST)、第6回分約7892 t、約1.3兆 BqのALPS処理水の海洋放出が完了した。

#### 7回目の海洋放出
2024年6月28日 - 11:46 (JST) ポンプを起動させ、ALPS処理水を海に放出する作業を始めた。前回同様約7800 tのALPS処理水の海洋放出を行う予定である。
2024年7月16日 - 正午ごろ、第7回分約7846 t、約1.3兆 BqのALPS処理水の海洋放出が完了した。

#### 8回目の海洋放出
2024年8月7日 - 昼過ぎ、ポンプを起動させ、ALPS処理水を海に放出する作業を始めた。前回同様約7800 tのALPS処理水の海洋放出を行う予定である。
同日、中華人民共和国外交部の報道官である毛寧は日本による8回目のALPS処理水の海洋放出について「日本の一方的な原発汚染水海洋放出に反対する中国の立場に変更はない。」とした上で、「福島原発汚染水の海洋放出は全人類の健康、全世界の海洋環境、国際的な公共の利益に関わるものであり、日本一国だけの事では決してない。日本は原発汚染水の海洋放出の安全性、浄化装置の長期的信頼性、モニタリング体制の有効性等に対する国際社会の懸念がいまだ解消されない中、原発汚染水の海洋放出を続け、潜在的な汚染リスクを全世界に押し付けており、極めて無責任だ。すでに中国は日本に対し繰り返し懸念を表明するとともに、踏み込んだ意思疎通を行ってきた。我々は日本に対して、周辺諸国などステークホルダーが具体的に関与する、独立した、実効性のある長期的な国際モニタリング体制の構築に全面的に協力するよう促す。」とコメントを述べた。
2024年8月25日 - 第8回分約7897 t、約1.6兆 BqのALPS処理水の海洋放出が完了した。

#### 1回目の海洋放出から1年が経過
2024年8月23日 - 2024年8月24日で1回目のALPS処理水の海洋放出から1年が経過することに伴い、中華人民共和国外交部の報道官である毛寧はは定例記者会見で、記者による「日本が福島原発の『処理水』の海洋放出を始めてから24日で1年になる。日本側は、日本産海産物に対する輸入禁止令の即時撤回を求め続けている。この問題について、日中の政府レベルでの議論ではどのような具体的進展があったか。」という質問に対して「日本は近隣諸国と十分な話し合いを行わないまま、福島原発汚染水の海洋放出を一方的に開始し、全世界にリスクを押し付けた。このようなやり方は自らの約束に背く、極めて無責任なものであり、国際法及び近隣諸国との付き合いの道とも合致しないものだ。中国はこれに一貫して断固反対するとともに、日本側に厳正な懸念を繰り返し表明してきた。中国を含む各国がしかるべき防止・対処措置を講じ、食品の安全と人々の健康を守ることは、全く正当かつ理にかなった必要なことだ。」と回答をした。
同日、全国漁業協同組合連合会の会長の坂本雅信は経済産業省を訪れ、経済産業大臣の齋藤健と会談をした。坂本雅信はALPS処理水の放出開始以降の政府による水産業への支援を評価した一方「中国による日本産水産物の輸入停止で、大変な被害を受けている。中国への対応は、我々ではどうしようもなく、先が見えていないことを大変心配している」と述べ、措置の撤廃に向けて政府が引き続き取り組んでいくよう求めた。これに対して齋藤健は「科学的根拠に基づかない日本産の水産物の輸入規制については即時撤廃に向けて、様々なレベルで働きかけている」と返答した。

#### 9回目の海洋放出
2024年9月26日 - 12:00 (JST)、ポンプを起動させ、ALPS処理水を海に放出する作業を始めた。前回同様約7800 tのALPS処理水の海洋放出を行う予定である。
2024年10月1日、2024年10月9日 - 放出口近くで採取した海水から約13 Bq/Lのトリチウムを検出した。
2024年10月14日 - 昼前、第9回分約7817 t、約2.2兆 BqのALPS処理水の海洋放出が完了した。

#### 10回目の海洋放出
2024年10月17日 - ポンプを起動させ、ALPS処理水を海に放出する作業を始めた。前回同様約7800 tのALPS処理水の海洋放出を行う予定である。
2024年11月4日 - 昼すぎ、第10回分約7837 t、約2.4兆 BqのALPS処理水の海洋放出が完了した。

#### 中国によるサンプル採取
中華人民共和国は2025年2月20日の定例記者会見において、影響を科学的かつ包括的に評価するため国際原子力機関（IAEA）の枠組み下で中国の専門家が以前採取に参加したALPS処理水に関連するサンプルが中国に到着した事を表明した。サンプルには「放出口周辺の海域の海水」「放出口周辺の海洋生物」「原発の海洋放出関連施設内の放出予定の原発汚染水」などが含まれているとした。検査結果については中国国内の専門研究機関が緻密かつ独立した検査・測定・分析を行っており、適時発表されるとした。

#### 11回目の海洋放出
2024年3月12日 - ポンプを起動させ、ALPS処理水を海に放出する作業を始めた。前回同様約7800 tのALPS処理水の海洋放出を行う予定である。
2025年3月30日 - 正午ごろ、第11回分約7860 t、約2.4兆 BqのALPS処理水の海洋放出が完了した。

### 2025年度
2025年度は累計12回目から18回目の計7回の海洋放出を行う予定である。

#### 2025年度の放出実績
| 放出回数         | 放出回数         | 放出期間         | 放出期間              | ALPS処理水の放出量（t） | ALPS処理水の放出量（t） | ALPS処理水の放出量（t） | トリチウム放出量（Bq） | トリチウム放出量（Bq） | トリチウム放出量（Bq） | 出典                            |
| 累計             | 年度             | 開始日           | 終了日                | 各回ごとの放出量        | 年度累計放出量          | 累計放出量              | 各回ごとの放出量       | 年度累計放出量         | 累計放出量             | 出典                            |
| 前年度までの累計 | 前年度までの累計 | 前年度までの累計 | 前年度までの累計      | -                       | -                       | 86,145 t                | -                      | -                      | 約18.7兆 Bq            |                                 |
| ---------------- | ---------------- | ---------------- | --------------------- | ----------------------- | ----------------------- | ----------------------- | ---------------------- | ---------------------- | ---------------------- | ------------------------------- |
| 12               | 1                | 2025年04月10日   | 2025年04月28日        | 7,853 t                 | 7,853 t                 | 93,998 t                | 約2.9兆 Bq             | 約2.9兆 Bq             | 約21.6兆 Bq            | [ 103 ] [ 104 ]                 |
| 13               | 2                | 2025年07月14日   | 2025年08月03日        | 7,873 t                 | 15,726 t                | 101,871 t               | 約2.0兆 Bq             | 約4.9兆 Bq             | 約23.6兆 Bq            | [ 105 ] [ 106 ] [ 107 ] [ 108 ] |
| 14               | 3                | 2025年08月07日   | 2025年08月25日 (予定) |                         |                         |                         |                        |                        |                        | [ 109 ] [ 110 ]                 |

#### 中国によるサンプル検査完了
中華人民共和国は2025年4月7日の記者会見において、2025年2月に福島原発周辺海域で独自に採取したサンプルの検査および分析をが既に完了している事を発表した。検査の結果についてサンプルにおいてトリチウム、セシウム134、セシウム137、ストロンチウム90などの放射性核種の放射能濃度の異常は見られなかったとした。また今後、中国側のデータが国際原子力機関（IAEA）に提出され、まとめて発表が行われるとした。

報道官の林剣は検査結果について以下のように述べた。
「1回の検査結果に異常がなくても、今後の検査結果にも問題がないことが保証されるわけではないことを、中国側は繰り返し指摘してきた。先ごろ開催された中日ハイレベル経済対話において、日本側は、海洋放出に関する長期的な国際的モニタリング及び中国側による独自のサンプル採取と検査の実施を受け入れることを重ねて表明し、これらのモニタリング活動の継続を確認した。

日本側による原発汚染水の海洋放出に反対する中国側の立場には変更はない。我々は引き続き国際社会及びIAEAなど専門機関と共に、日本側に対して、約束をしっかりと履行し、海洋放出を国際的な監督下に置くよう促していく。」

#### 津波注意報の発表による第13回海洋放出の中断
2025年7月14日に開始された第13回目のALPS処理水の海洋放出は当初2025年8月1日に終了する予定であったが、福島県沿岸への津波注意報の発表により、2025年7月30日午前9時過ぎに安全のために海洋放出を一時中断した。その後津波注意報解除に伴い、現場の設備の健全性などの確認が行われた上で、2025年8月1日10:59 (JST)に海洋放出が再開された。海洋放出の終了は2025年8月3日ごろになる予定である。

## 多核種除去設備
多核種除去設備（たかくしゅじょきょせつび、頭字語:ALPS、英語:Advanced Liquid Processing System）とは汚染水に含まれる放射性物質によって人体や環境などの低減を目的とし、フィルター(活性炭・吸着材など)により放射性物質吸着や薬液による沈殿処理などといった科学的、物質的な方法で処理する設備である。また上記によってトリチウムや炭素14を除く62種類の放射性物質を国の規制基準以下まで浄化することが可能である。トリチウムを希釈することは可能であるが完全に処理することは不可能である。
ただし、タンク内に貯留されている水の約7割でALPSが除去の対象としていた62の放射線核種の告示濃度比総和が1を上回っている（基準値を上回っている）。タンク内に貯留されている水にはトリチウムの他にセシウム134、セシウム137、ストロンチウム90、ヨウ素129、ルテニウム106、ストロンチウム90、炭素14、カドミウム113m、プルトニウムなどの放射性物質が残留している。これに対して東京電力は汚染水を海洋放出する際には二次処理を行い、トリチウム以外の放射線核種の濃度を基準以下にするとしている。
2017年度にはヨウ素129、ルテニウム106、テクネチウム99が法律で定められた放出のための濃度限度（告示濃度限度）を65回超過していた。また2017年8月24日から2018年3月26日の期間において、多核種除去設備のうちの1つである増設多核種除去設備において分析された84回のうち45回で告示濃度限度を超過していた。
2020年6月末までに分析を実施したALPS処理水等の貯蔵タンク計80基における炭素14の濃度は、国の規制基準（告示濃度限度）である2,000 Bq/Lに対して、平均で42.4 Bq/L（最小2.53 Bq/L、最大215 Bq/L）で国の規制基準を満たしていた。
日本共産党は声明で「『規制基準以下』とはいえセシウム、ストロンチウムなどトリチウム以外の放射性物質も含まれていることを、政府も認めており、関係者の同意が得られないのは当然である。」と指摘した。

### 浄化方法
浄化方法として連結されているフィルター(活性炭・吸着材など)や薬液などによって放射性物質を吸着、沈殿し、浄化した水をALPS処理水(処理水)と呼び、その処理水はタンクに一時的に保管する仕様となっている。
また国の規制基準に満たないものは基準を満たすまで浄化される。再度浄化処理を行う場合がある。
その後トリチウムの処理では大量の海水を外部から汲みあげ、100倍以上に希釈したトリチウム濃度を1リットルあたり1500Bq未満とする。それにより国の規制基準の40分の1に引き下げることが可能である。
基準を満たした水は海底トンネルを通じ放出される。日本政府は最大年間22兆Bqのトリチウムを海洋中に放出するとしている。

## 測定・確認

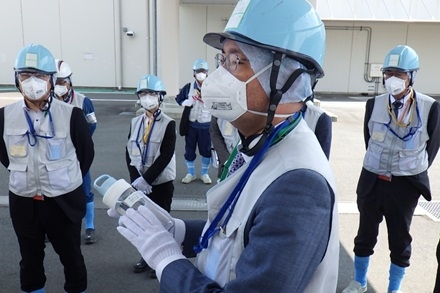
環境大臣政務官である勝目康がALPS処理水を確認する様子。2025年6月撮影。

この内容では福島第一原子力発電所事故における処理水の測定・確認方法を記述する。
出典:
処理水ポータルサイトを参照

### 測定・確認用設備
ALPS処理水に含まれるトリチウム、62核種、炭素14を希釈放出前に測定（第三者機関による測定を含む）し、62核種及び炭素14が、環境への放出に関する規制基準値を確実に下回るまで浄化されていることを確認。また定期的に海水を採取しセシウム濃度やトリチウム濃度を測定。魚類や海藻類の状況についてもモニタリングしている。

### 希釈設備
海水希釈後のトリチウム濃度が1,500Bq/L※未満となるよう、100倍以上の海水で十分に希釈する。なお、年間トリチウム放出量は22兆Bqを下回る水準とする。
- 海水希釈後のトリチウム濃度は、ALPS処理水の流量と希釈する海水の流量をリアルタイムに監視し、両方の割合で希釈後の水が1,500Bq/Lを下回ることを確認。
- 海水希釈後のALPS処理水について、放出中毎日サンプリングし、そのトリチウム濃度が1,500Bq/Lを確実に下回っていることを確認し、速やかに公表。
- 当面の間は海洋放出前の混合・希釈の状況を放水立坑を活用して直接確認した後、放出を開始。

### 取水・放水設備
取水設備については、港湾内の放射性物質の影響を避けるため、港湾外からの取水とする。
放水設備については、放出した水が取水した海水に再循環することを抑制するため海底トンネル（約1km）を経由して放出する。

### 異常時の措置
希釈用の海水ポンプが停止した場合は、緊急遮断弁を速やかに閉じて放出を停止する。
また海域モニタリングで異常値が確認された場合も、一旦放出を停止する。
- 緊急遮断弁は、津波対策の観点から防潮堤内に1台、放出量最小化の観点から希釈海水と混合する手前に1台、計2台を設置し、多重性を備える。

## 事故・トラブル

### 2023年10月25日の事故
2023年10月25日10:40 (JST)頃、増設ALPS建屋においてALPSの配管を薬液で洗浄中に廃液をタンクに送るホース先端が外れ、数リットルが飛散した。廃液はストロンチウム90などの放射性物質が凝縮されており、ベータ線を出す放射性物質の濃度は1リットル当たり43億7600万 Bqで原子炉建屋にたまる高濃度汚染水より100～1万倍ほど濃度が高い。ALPS配管下請け企業の作業員2人が放射性物質を含む洗浄廃液を浴び身体汚染された他、飛散水の清掃にあたった2人の作業員も身体汚染された。ホース先端がタンクから外れた原因は、配管内部に溜まった炭酸塩と洗浄薬液（硝酸）の反応によって発生したガスが勢いよく排出され、タンクから外れた事だと判断された。
その後4人の除染が行われ、飛散水の清掃にあたった2人の作業員の除染は完了するも放射性物質を含む洗浄廃液を浴びた作業員2人は、退出基準（4Bq/cm2）以下までの除染が困難であったことから、福島県立医科大学附属病院へ搬送され入院した。

### 2024年2月7日の事故
2024年2月7日、汚染水浄化設備があり汚染水をためている高温焼却炉建屋で、汚染水を浄化する装置の洗浄中に、配管につながる排気弁16カ所のうち10カ所が開いた状態になっており、開いていた排気弁を通じて排気口から配管に残っていた汚染水と洗浄に使った高濃度汚染水が漏えいする事故が発生した。排気弁は自動で開閉するが、開閉操作の人為ミスにより開いた状態となっていた。建屋周辺の地面に敷いた鉄板に約4 m2、深さ約1 mmの水たまりができ、セシウムやストロンチウムなどの放射性物質を含む約5.5 t、220億 Bqの水が漏れ出たと推計された。また一部は土壌に染み込んだとされる。

#### 事故への反応
2023年10月25日の事故と2024年2月7日の事故を受け、福島県漁連は2024年2月8日付で「処理水放出開始から半年もたたないうちにこのような事態が生じたことは、信頼関係を損ないかねず、極めて遺憾」という抗議文書を出した。
2023年10月25日の事故と2024年2月7日の事故を受け、ふくしま復興共同センターの代表委員である野木茂雄は、「国や東電によると、海洋放出の前提は『想定外の事態』を起こさないこと。それが起きると、原発事故後の13年に及ぶ漁業者や福島県民の復興の努力が一瞬にして台無しになってしまうからです。今回の事故は、そうした状況を招く可能性を示す重大なもの。海洋放出は直ちに中止することを強く求めます」と述べた。

## 放出に対する賛否
日本政府は2021年4月13日に福島第一原子力発電所事故においての処理水を国の基準を下回る濃度に薄めた上で、2年後をめどに海への放出を始める方針を発表した。
懸念に対し日本政府は、安全基準を満たした上で放出する総量も管理して処分するので、環境や人体への影響は考えられないとしているほか、トリチウムは水素の仲間であり私たちの体の中に普段から存在している。規制基準を満たして処分すれば、環境や人体への影響は考えられないとしている。このほか総理官邸では2021年4月13日にALPS処理水の処分等についての会見を行っている。
2021年4月16日の記者会見において麻生太郎はALPS処理水について「WHO（世界保健機関）の基準の7分の1まで（放射性物質トリチウムの濃度を）希釈してある。そこが一番肝心。飲めるんじゃないですか。普通の話なんじゃない」と述べた。
2023年9月12日、パルシステム連合会は「漁業者や消費者の不安を拭えないALPS処理水の海洋放出（方針）の見直しを求めます」という題で政府へALPS処理水の海洋放出の停止を求める意見書を提出した。意見書は経済産業大臣の西村康稔および水産庁長官の森健に提出された。意見書では漁業者や消費者の不安や懸念が拭えないままでいる点、国内外の多くの市民が懸念を抱いている点、環境影響への実害及び不安による風評被害が広がれば漁業者のくらしが脅かされるという点などを指摘し、漁業者や消費者の不安や懸念が拭えていないままでのALPS処理水の海洋放出を停止し見直すことを要求した。

### 漁業関係者の反応
処理水放出の決定に対し、複数の漁業組合及び漁業者、漁師らは反発をしている。福島県漁業協同組合連合会代表の野﨑哲は「地元の海洋を利用し、その海洋に育まれた魚介類を漁獲することを生業としている観点から、海洋放出には断固反対であり、タンク等による厳重な陸上保管を求める」と述べている。茨城沿海地区漁業協同組合連合会は2020年2月に汚染水を海に放出しないように求める要請を行った。全国漁業協同組合連合会は2020年6月23日に通常総会において「海洋放出に断固反対する」という特別決議を全会一致で採択した。

### 地元の反応
福島県双葉町町長の伊澤史朗はALPS処理水の海洋放出について「タンク保管の継続は復興を進める上では厳しく、政府の方針は受け止めたい」と述べた。
コープふくしまではALPS処理水を海洋へ放出することに反対する署名を実施し、2022年9月21日までに22万筆以上の賛同を集め政府に提出した。

### 各党の反応

#### 自由民主党
自由民主党幹事長の茂木敏充は2023年8月22日の記者会見において「関係者からさまざまな形で意見をうかがう中で適切に判断された」とした上で「風評対策にも十分注意しながら今後の取り組みを進めてもらいたい」と述べた。
内閣総理大臣の岸田文雄は「福島第1原発の廃炉を進め、福島の復興を実現するためには、処理水の処分は決して先送りできない課題だ」と述べた。またALPS処理水の海洋放出について「漁業者のための事業継続基金の設置」「風評被害が生じた場合の需要対策基金の創設」「損害が生じた場合の東電による適切な賠償」について言及した上で「セーフティーネット対策にも万全を期しており、風評の影響に対し責任をもって適切に対応していく」と述べた。岸田は2023年8月21日に全国漁業協同組合連合会会長の坂本雅信らと面会をし、漁業者らへの長期的支援を表明した。
一方、自由民主党内からALPS処理水の海洋放出に反対する意見もあり、元農林水産副大臣の山本拓は、政府と全国漁業協同組合連合会の間で「（処理水について）関係者の理解を得ながら対策を行い、海洋への安易な放出は行わない」という合意を結び、全国漁業協同組合連合会がALPS処理水の海洋放出に反対しているのにもかかわらず放出方針を決めたことは合意破りにほかならず罪深いとして、ALPS処理水の海洋放出に反対の立場を取っている。

#### 公明党
公明党幹事長の石井啓一は「国内外に理解を求める努力をしてきた」として政府決定を尊重する考えを示した。

#### 立憲民主党
立憲民主党幹事長の岡田克也は会見において「とても関係者の理解が得られつつある状況ではない」と述べた。また「関係者の理解なしに、いかなる処分も行わない」という発言に対し西村康稔経済産業大臣が2023年8月21日に「関係者から一定の理解を得た」と述べたことについては、「一部の発言を取り上げて勝手に理解を得られつつあると言うのは誠に問題だ。政府の発言があまりにも軽い」と述べた。長妻昭政務調査会長は2023年8月24日、国会内で記者会見を開き「政府の2015年に示した文書『関係者の理解なしにいかなる処分も行わない』という約束を守っていない」と指摘した上で「約束が果たされなかったことに真摯に向き合い、徹底した情報公開、丁寧な説明等を政府に求める」と述べた。
同党所属衆議院議員の阿部知子と阿部が代表をつとめる議員連盟「原発ゼロ・再エネ100の会」の議員らは2023年7月12日に、ALPS処理水の海洋放出計画に抗議するため来日した韓国の共に民主党所属の国会議員の会見に同席し、ALPS処理水を「汚染水」、「処理汚染水」等と表現した上で、ALPS処理水の海洋放出計画の中止を求める共同声明を発表した。2023年8月24日に阿部はALPS処理水の海洋放出開始を受けて「今あるタンク分を流すだけで三十年、更にこれからも溜まり続けることから、完了時期は不透明、かつ放出される放射性核種の総量も把握されておらず、トリチウム以外の拡散も検証されていない。」というコメントを発表した。立憲民主党代表の泉健太は「党の見解は『処理水』だ」と述べながらも、阿部がこのような見解を抱いていることについては「即座に否定されるべきものではない」と発言している。
同党に所属する宮城県選出の参議院議員である石垣のりこは、2023年8月27日に福島県いわき市で行われた超党派の集会「日本共産党、立憲民主党、社民党の3政党と地元の4労働組合の『7者共闘』による『国・東電による海洋放出反対全国行動』の集会」において「今日は党を代表してこちらに伺わせていただきました。いろいろご心配おかけしているところもあるかもしれませんけれども、党を代表して、および、私の個人的な宮城出身としての思いも込めて、ちょっとお話をさせていただきたいと思います」と自己紹介した上で、「結論ありきでこのアルプスをして処理された汚染水の海洋放出を強行したことに対して断固として私も反対の声を上げたい」「これは福島第一原子力発電所事故に由来する汚染水の処理の問題だ」と「汚染水」という表現を繰り返し用いながら政府の対応及び海洋放出を批判した。また「ちゃんとした説明を行わずに結論ありきで進めているこの強硬姿勢に対して『日本は一体どういう復興をやっているんだ』と疑義を生じさせ、これからの復興の足かせになっているのではないか」と述べ、ALPS処理水放出に反対する近隣諸国に理解を示した。

#### 日本共産党
日本共産党の委員長志位和夫は会見において「聞く耳も一切持たず、約束を守らない首相の政治姿勢は日本の民主主義の根幹を揺るがすものだ」と述べた。また2023年8月22日には「汚染水の海洋放出を中止せよ」という談話を日本共産党のホームページ上において発表した。
またALPS処理水の放出に乗じて「『自分はこうして日本に嫌がらせをしてやった』とSNSで誇示すること」等を目的として中華人民共和国内から日本国内の不特定多数向けに嫌がらせ電話が多数発信されている状況について、書記局長の小池晃は「いまの事態を解決する責任は、日本政府にある」と述べた。
2023年9月8日、ジャーナリストの櫻井よしこが福島県産の水産物の消費拡大を後押しするX（SNS）投稿に対し、同党の次期衆議院選挙公認予定候補者の女性元市議が「どうぞ、もっとしっかり汚染魚を食べて、10年後の健康状態をお知らせください」とするリプライを投稿した。この投稿内容がネット上で批判が相次いで炎上し、その後に削除・謝罪に追い込まれた問題を受けて、同月11日に小池書記局長は定例会見で当該予定候補者の擁立取り下げを発表したうえで「（汚染魚は）党の認識と見解とは全く反する中身だ。発信直後に削除と謝罪を指示した」と発言した。一方で、ALPS処理水について同党の表現としている「汚染水」については「汚染水という呼び方をするということ自体は科学的な根拠があるというふうに思っていますし、何か言い方を変えれば危険性が除去されるようなことは、ちょっとそれは違うんじゃないか」と今後も継続使用する意向を明言した。

#### 社会民主党
社会民主党党首の福島みずほは2023年8月23日に参議院議員会館において会見を行い、ALPS処理水の海洋放出について「とんでもない。強く抗議をしたい」と述べた上で「（基準以下に）薄めると言っても、毒は毒。薄めて海に流すということで、これまで幾度も公害が起きてきたが、それを繰り返すのか」と述べた。また「東電や政府は、放射性物質が減少するまで集中管理すべきなのに、自らの責任を目の前から消すようなかたちで汚染水の海洋放出をするのは本当に間違っている。一度、放射性物質を放出してしまったら、回収できない」と述べ、今後もALPS処理水の海洋放出への反対の動きに連帯することを表明した。
2024年1月19日福島党首は中国訪問中、中国共産党序列4位の王滬寧政治局常務委員との会談において、処理水の海洋放出に反対する考えで一致した。

#### 国民民主党
国民民主党は2023年8月24日、ALPS処理水について、IAEAから国際的な安全基準にも合致していると結論づける報告書が出されたことや、韓国や中国などの周辺国にも理解が広まっていること等をふまえれば「今回の政府の判断は、科学的・技術的基準と客観的評価に基づく適当なものである」との談話を発表した。

#### れいわ新選組
れいわ新選組代表の山本太郎は2023年8月23日の声明で、ALPS処理水を「汚染水」、海洋放出を「海洋投棄」と表現したうえで「海洋投棄方針は撤回し、ゼロベースで議論をやり直すことを求める」「規模、期間ともに前例のない放射能汚染水の太平洋への投棄を撤回し、生態学的・経済的・文化的に貴重な海洋資源と共に生きてきた人類と地域社会をまもるための他のアプローチを徹底追求することを強く求める」と強く批判した。

### 東京電力の反応
東京電力社長の小早川智明は2023年8月22日福島第一原子力発電所からのALPS処理水の海洋放出について「風評を起こさないという強い覚悟、責任を果たしていくことが重要だ。私の責任の下、取り組みを実現していきたい」と述べた。

### 市民運動
2023年8月18日に「これ以上海を汚すな！市民会議」と「さようなら原発1000万人アクション実行委員会」の主催により「汚染水を海に流すな！首相官邸要請行動」が内閣総理大臣官邸前において開催され、300人程度が集まった。また会場では内閣総理大臣・岸田文雄と東京電力社長・小早川智明宛の「理解と合意なき汚染水の海洋放出をやめ、代替案の検討を求める要請書」が読み上げられ、経済産業省と東京電力の担当者に手渡された。

### 研究者からの反対意見

#### PIFの専門家の意見
太平洋諸島フォーラム（PIF）は、太平洋諸島のリーダーが集い、社会問題を議論する組織である。太平洋諸島フォーラムは、5人の専門家に処理水の安全性に関する調査を依頼した。5人の中には、ロバート・H・リッチモンド博士（ハワイ大学マノア校ケワロ臨海実験所 研究教授、所長）、アジュン・マクヒジャニ博士（エネルギー環境研究所 所長）らが含まれている。日本政府が提出した安全性を証明するデータでは、太平洋で暮らす人々と海洋生態系にとって安全だと結論付けるには不十分だと訴えている。声明の一部を紹介する。
「データの質と量が不十分であり、必要な構成要素を含んでおらず不完全で、一貫性もない。」 
「貯水タンクの複雑さと巨大さという特性を考えると、これまでに行われたALPS処理水 テスト量では、適切で十分な結果が得られない。」 
「貯水タンク内のごくわずかな一部分がサンプルとして抽出されている。また、ほとんどのケースで、共有されているデータ内で抽出されているのが64の全放射性核種中たった９種のみである。」        

#### 日本科学者会議の声明
日本科学者会議は、声明の中で「海水で希釈すれば問題無い」という意見に対して反論している。希釈しても濃度が薄くなるだけで、放射性物質の総量は変わらない。希釈すれば安全だという主張は、「50 年以上前の公害多発時代に希釈放出方式が否定され、総量規制方式に変えられた教訓を捨て去るもの」であるとしている。政府は、魚介類について少数のサンプルを採取して安全性を宣伝しているが、海洋生態系は複雑であるため、簡単に評価できるものではなく、懸念の声が上がって当然だという。汚染水の海洋放出の中止を強く求めると主張している。

#### 小出裕章
元京都大学原子炉実験所助教の小出裕章は、呼称について「今、福島の原発の敷地の中にある130万 tを超える水の中には放射性物質であるトリチウムという物質が国の基準値の10倍も含まれている。トリチウムはどんな処理をしても取れないので、れっきとした放射能汚染水であって、そのように呼ぶべきなのに、日本のマスコミが腐りきってしまっていて、率先して『処理水』と報道してきた」と述べた。

### 研究者からの賛成意見

#### 鳥養祐二教授
茨城大学理工学研究科鳥養祐二教授の主張は下記の通りである。
トリチウムは自然界に存在する物質であり、海産物にも海水にも含まれている。政府の計画通りに放出されるなら、自然のレベルを大きく超えることはないので、大丈夫だろう。

#### 永嶋國雄
ALPS処理水は、原子力安全条約違反で発生したものである。
原子力安全条約はチェルノブイリ原発事故の反省として、原爆のようなシビアな事故を許容しないというというものです。原発先進国は１９９０年代からシビアアクシデント対策を採用し始めました。１９９３年に原子力安全委員会の共通問題懇談会の答申でシビアアクシデント対策の是非を問われましたが、東電元副社長武藤は日本ではシビアアクシデントは送らないから対策を取りませんでした。日本は条約を１９９５年に批准しました。シビアアクシデント対策は条約第１８条で規定され、深層防護の考えで安全対策をするものです。UPZ１０㎞でこれはLOCA時の場合です。想定外津波の場合はシビアアクシデントにはならず、ALPS処理水は発生しません。

#### 豪、ナイジェル・マークス准教授
ナイジェル・マークス（豪カーティン大学准教授・物理学）、ブレンダン・ケネディ（豪シドニー大学教授・化学）、トニー・アーウィン（オーストラリア国立大学名誉准教授・原子核物理学）が文章を発表した。内容は下記の通りである。
太平洋の海水の中には、既に3000ペタベクレルのトリチウムが存在する。それに対し、福島第一原発が排出する処理水に含まれるトリチウムの総量は1ペタベクレル程度と、圧倒的に少ないという。「太平洋に既に存在する放射線に比べれば文字どおり、大海の一滴である。」とし、安全性を強調している。太平洋諸島フォーラムによる、日本政府のデータに対する批判に関しては、「科学的データに改善の余地があるという見解には共感する」と一定の理解を示している。しかし、汚染された水は安全が確認できるまでは、繰り返しALPSの処理が加えられるため、「さらなる災害は助長しない」という。

#### 岡本孝司教授
福島第一原発の廃炉にも携わる東京大学大学院の岡本孝司教授は、反発を強める中国や韓国について「いずれも自国でトリチウムを放出しており、科学的に冷静に対処すべきだ」とした上で「処理水を放出すれば、今後原発から取り出されるデブリ（溶け落ちた核燃料）の管理も容易になる」と廃炉作業の前進に繋がるとした。また、今回の処理水放出でのトリチウム排出予想量は最大22兆ベクレルであるのに対し、韓国の古里原子力発電所は2018年に50兆ベクレルのトリチウムを放出するなど、世界各国のトリチウム放出量の方が多い点も触れている。

## 各国の反応

日本
ALPS処理水の海洋放出を支持している国・地域
ALPS処理水の海洋放出に懸念を示したが、反対はしていない国・地域
ALPS処理水の海洋放出に反対をしている国・地域

### 大韓民国

#### 大韓民国政府
大韓民国は国際原子力機関（IAEA）の年次総会で福島第一原子力発電所事故においての海洋放出を巡って懸念を表明し、「汚染水が海に放出される」と発言している。これに対し日本の引原大使は「汚染水」ではなく「基準を下回る濃度に薄めた処理水である」と説明し理解を求めた。
韓国政府の国務調整室第1次長・朴購然は2023年8月22日の記者会見において、「放出計画は科学的・技術的な問題はない」と判断した一方で「放出を政府として賛成または支持しているわけではない」ともした。また計画と異なることがあれば「国民の安全と健康を脅かすものと判断し、日本側に直ちに放出中断を要請する」と説明した。
2023年8月24日の談話において首相の韓悳洙は「科学的基準と国際的手続きに従って、処理・放流されるのならば、国民が過度に心配する必要はない」「日本政府が今後、30年以上も続く放流過程を透明かつ責任感を持って情報公開していくことを促す」と述べた。

#### 共に民主党（野党）
韓国の最大野党である共に民主党の「福島原発汚染水海洋投棄阻止対策委員会」は2023年7月6日の外国特派員向けの記者会見において「汚染水の海洋放出は世界中の海への深刻な脅威になる」として「現世代と未来世代の健康と生命に致命的な影響を及ぼすというのが専門家の見解」と述べた。ALPS処理水の海洋放出計画が国際的な安全基準に合致するとした国際原子力機関（IAEA）の調査報告書については「（汚染水を浄化処理する）多核種除去設備（ALPS）に対する性能検証、汚染水にどれほど多くの放射性核種が入っているかの検討が抜け落ちている」として「国際原子力機関（IAEA）の調査報告書は汚染水海洋投棄の免罪符になり得ない」とした。
共に民主党は2023年8月22日、「全人類と海の生命に対する重大な脅威である」として、ALPS処理水の海洋放出計画の撤回を求める声明を発表した。また共に民主党の議員らは「海は核のゴミ捨て場ではない」と在大韓民国日本国大使館の前で抗議活動を行った。

#### 韓国の地方自治体
慶尚南道議会は2020年11月の議会で、日本政府に汚染水の海洋放出はしないように促す決議案を採択した。決議では「浄化した汚染水だとしても放射性物質の基準値を満たす汚染水は全体の27%にすぎない」「こうした汚染水が海に放出されれば、想像できないほどの危険が目の前に広がる」と指摘をした。
2021年4月13日、済州島の知事は記者会見において「海を共有した隣国と国民に対する暴挙」と述べた。記者会見では釜山、慶尚南道、蔚山、全羅南道とともに「汚染水阻止対策委員会」を作り、放出を阻止するための行動を強めていくことも明らかにした。また汚染水の海洋放出がおこなわれた場合は、韓日両国の裁判所で日本政府を相手どった民事・刑事訴訟を起こし、国際裁判所にも提訴するなど厳しく対応するとした。
釜山市市長は2021年4月13日「海洋放出は海洋環境汚染はもちろん、市民の健康と安全に直結するため、中央政府や国際社会との協力を通じて断固として強く対応する」と述べた上で、日本総領事館に抗議することを明らかにした。
蔚山市市長は2021年4月13日、海洋放出計画の即時撤回に向けて「姉妹・友好協力都市である萩市と新潟、熊本両県に日本政府の原発汚染水放出計画の撤回を求める書簡を送るとともに、韓日海峡に隣接する蔚山、釜山、慶尚南道、全羅南道、済州道の五市・道共同の対応策を樹立し、推進する」という声明を発表した。
忠清南道の知事は2021年4月19日「地球が一つであるように、海も一つなのに、日本政府は世界と人類の生存を脅かす放射能倭乱を起こした」と述べた上で「韓国市道知事協議会傘下に共同協力機構をつくり、日本政府に対応しよう」と提案した。忠清南道教育庁は2021年4月19日、学校給食から日本産水産物を排除する措置をとった。

#### 韓国の団体
2020年10月22日、11の団体が釜山の日本総領事館前で記者会見を開き、放出計画を延期するよう求めた。
市民団体の脱核市民行動は2021年4月13日に日本政府がALPS処理水の海洋放出を決定したことを受け、大韓民国日本国大使館の前で抗議行動をおこない、「周辺国の強い反対にもかかわらず、汚染水の放流を独断的に強行しようとする日本政府の態度に怒りをこらえがたい」と述べた。
2021年4月16日、済州島の水産関連業界の代表70人程が日本総領事館前で抗議行動を行い、海洋放出撤回を要求した。
忠清圏水産業協同組合協議会は2021年4月19日「日本の原発放射能汚染水の放出決定を糾弾する大会」を開き「日本政府は汚染水放出決定を直ちに撤回し、韓国政府は日本産水産物の輸入を全面禁止せよ」という要求を行った。

### 朝鮮民主主義人民共和国
朝鮮民主主義人民共和国は国土環境保護省対外事業局長名義で、ALPS処理水の海洋放出について「徹底的に阻止・破綻（はたん）させるべきだ」と主張した上で「生命の安全と生態環境を危険に陥れる海洋放出を擁護することは、極端なダブルスタンダードだ」という談話を発表した。
朝鮮中央通信は国際原子力機関（IAEA）の調査報告書について「核汚染水放出計画を積極的にかばい、助長する不当な行為」と批判した。
2023年8月24日朝鮮民主主義人民共和国外務省は福島第一原子力発電所よりALPS処理水の海洋放出が開始されたことを受け、「処理水の海洋放出は人類に対する許されない犯罪だ」と指摘した上で「日本はその責任を負うことになる」とした。また福島第一原子力発電所よりALPS処理水を海洋放出する事を「即時停止」するように要求した。
朝鮮労働党統一戦線部傘下の工作機関である文化交流局は韓国に駐在する工作員に対して、反日世論を煽った上で日韓対立を取り返しがつかない状況に追い込む目的で、核テロ行為と断罪する情報を流布したり、日本大使館での抗議活動や日本製品の焼却などを指示していたことが2025年1月に読売新聞が韓国の裁判所での判決文から得た情報として報じられた。

### 中華人民共和国

#### 中華人民共和国の国民
2023年8月24日に一回目の海洋放出を行ってから中華人民共和国の一部の国民はALPS処理水の海洋放出への抗議として中華人民共和国の国番号「86」から日本各地の飲食店や政府・行政機関などに抗議の電話を行っていた。また中国から日本に電話する姿を微博やTikTokなどといったSNSに投稿している。しかし一部ではALPS処理水の海洋放出に反対について疑念をもつ人もいるという。東京都では中国から電話し、ALPS処理水についてまくし立ててきた場合に自動音声に切り替える対応策を取っている。この海洋放出に反対の抗議によって中国国内では反日に繋がってしまったケースもある。例えば、2023年8月24〜25日には中国国内の日本人学校への投石、卵が投げつけられたり河川への飛び込みによる反日運動、飲食店内にある日本に関連する物品を破壊する、「小日本を倒せ（打倒小日本）」などといったスローガン、日本国内のルーター・モデム、コンピュータ機器が中国によってハッキングされたなどが挙げられる。

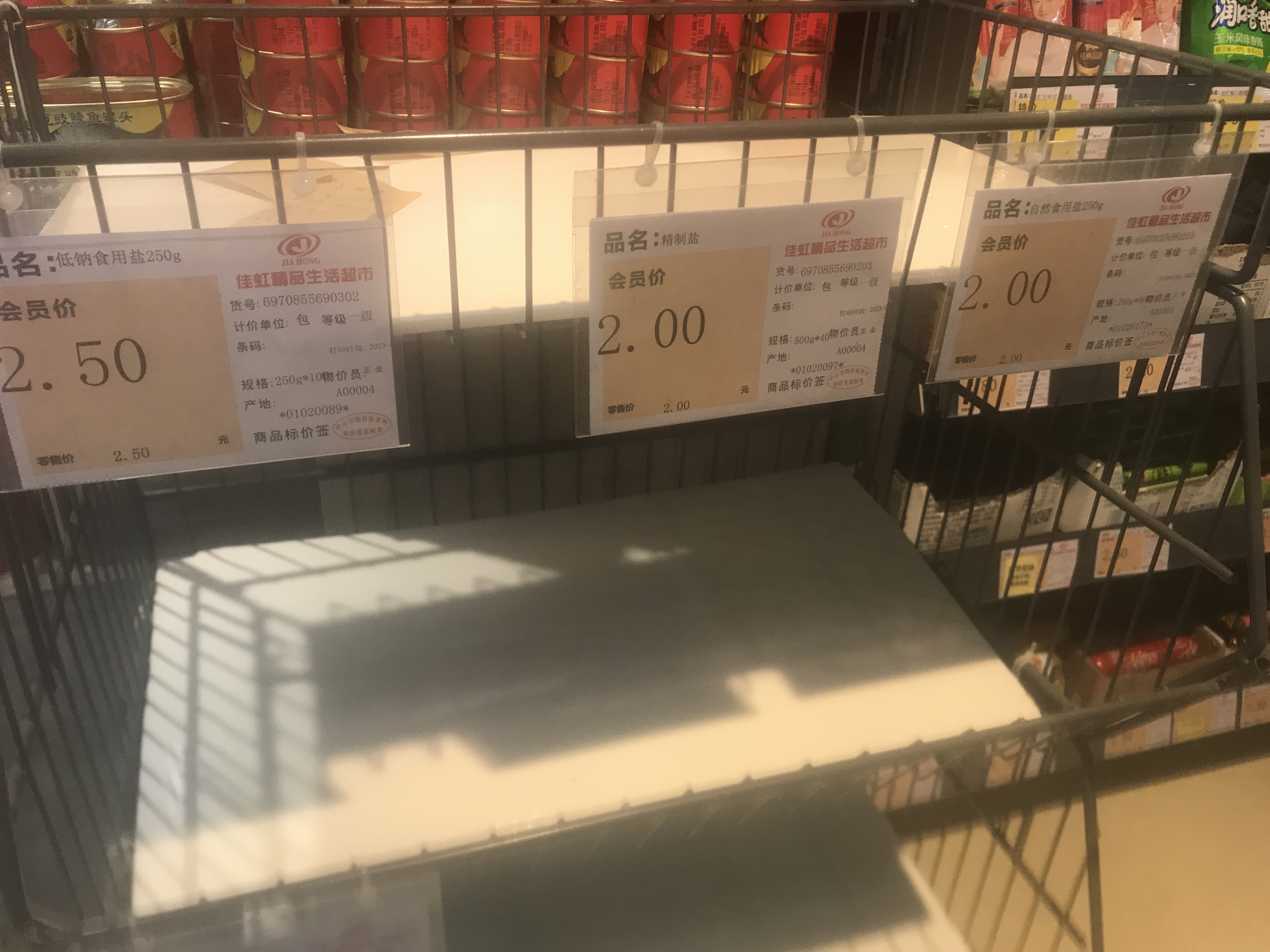
中国産食塩の品不足

中国国内のスーパーマーケットなどでは海洋放出の影響で日本製の食塩を買い控え、中国製の食塩を多く買い占めるから、一時期では中国産塩の品不足が起きた。しかし中国当局（政府・行政機関）は備蓄は充分にあるとしている。これに関連して一部では化粧品、幼児専用品などの日本製品のボイコットの呼びかけ、不買運動が起きている。
2023年9月26日では中華人民共和国の山東省の山東省棗荘第三中学校の秋季運動会の開会式で10年4組の生徒らが安倍晋三銃撃事件の寸劇を行い、安倍に扮した人物が黒色のジャージ姿の男性に銃で打たれる振りをし倒れると周辺で待機した二人が持っている赤い横断幕に「两声枪响尸骨寒，污水排海遗后患（2発の銃声により死体と骨が冷え、海に放出された汚水はさらなる影響を及ぼす）」と書かれており中国のSNSに広まった。教育部門の中国の当局では、学校側に対して調査と状況の報告を行うよう促した。

#### 中華人民共和国国内の日本国大使館
出典：
中国の在中華人民共和国日本国大使館は中国国内に在住する邦人（日本人）に対して注意喚起のメールが送られた。
```
●昨日（２４日）、不測の事態が発生する可能性は排除できないため注意していただくようお願いしましたが、以下の点について留意していただきますよう改めてお願いいたします。
（１）外出する際には、不必要に日本語を大きな声で話さないなど、慎重な言動を心がける。
（２）大使館を訪問する必要がある場合は、大使館周囲の様子に細心の注意を払う。
```

#### 中華人民共和国政府
中華人民共和国政府はALPS処理水の海洋放出について「海を『自分の下水道』のように扱っている」とした上で国際原子力機関（IAEA）の報告書を、結論が「一方的」だと批判した。
中華人民共和国外交部報道官の趙立堅は「国際的な公共利益と中国国民の健康と安全を守るため、中国は外交チャンネルを通じて日本に深い懸念を伝えた」とした上で日本に「責任ある行動」を求めた。2021年4月12日に中国外交部報道官は「福島原発の放射性汚染水の適切な処理の問題は世界の公共の利益と周辺国の切実な利益にかかわる」「国際世論は日本が海洋放出を決定しようとしていることに高い関心を示し、全体的に疑念と反対を表明している。日本国内でも強く反対する意見が少なくない。国際社会はみな日本を見つめており、日本は見て見ぬふりはできない。日本と世界の公共の利益に対し責任を負わなければならず、これはまた自国民の利益に対して責任を負うものだ」と述べた。
財務大臣の麻生太郎は日本政府が海洋放出の方針を正式に決めた2021年4月13日の閣議後の会見で、ALPS処理水について「あの水を飲んでも何ということはない」と発言した。中華人民共和国外交部の報道官はこの発言に対して「飲んでから言ってもらいたい」「太平洋は日本の下水道ではない」と述べた。
2023年8月22日の会見において、中国外務省副報道局長の汪文斌はALPS処理水の海洋放出について「深刻な懸念と強烈な反対」を表明し「日本が誤った決定を正し、核汚染水の海洋放出計画を撤回することを強く促す」と述べた。また同日、外務次官の孫衛東は日本の駐中国大使・垂秀夫を呼び出し抗議を行った。
2023年8月24日、中華人民共和国税関当局は日本からの水産物の輸入を同日より全面的に停止すると発表した。また日本から輸入する食品や農産品への監視を強化したことを発表した。
中国の外務省は2023年8月24日、報道官談話において「断固とした反対と強烈な非難」を表明し、日本側に放出を停止するよう申し入れた。報道官談話では「きわめて身勝手で無責任な行為だ」と指摘した上で「汚染水を放出したことで、日本は自ら国際的な被告席に身を置くことになり、今後長期にわたって国際社会から非難され続けるだろう」とした。
中華人民共和国生態環境部は2023年8月24日、ALPS処理水の海洋放出による影響を調べるため、中華人民共和国が管轄する海域でのモニタリングを強化すると発表した。

#### 香港政府
香港政府トップの行政長官・李家超は2023年8月22日に、ALPS処理水の海洋放出決定に対して「強い反対」を表明した。香港政府は2023年8月22日、2023年8月24日から福島県や東京都を含む10都県からの水産物の輸入を禁止すると発表した。また水産品を含む日本からの輸入食品に対する放射性物質の検査を強化することを決定した。

#### マカオ政府
マカオ政府は2023年8月22日に、福島県や東京都を含む10都県の水産物や肉、野菜などの食品の輸入を2023年8月24日から禁止すると発表した。

#### 中国メディア
中国中央電視台（CCTV）や人民日報などの中国メディアでは、「処理水」という言葉は使われず、一貫して「核污染水」「核排水」という言葉が用いられている。

### 台湾
台湾行政院は日本政府が福島第一原発の処理水を海洋放出する方針を決めたことに対し、反対と遺憾の意を表明した。台湾行政院原子能委員会は2021年4月13日に「台湾はこれまで日本に対し、海洋放出への反対を表明してきた。今回の決定を残念に思う」というプレスリリースを公開した。また「今後は台湾近海でも海水と海洋生物への影響を測定するなどし、情報共有すべきだ」と述べた。
台湾行政院原子能委員会トップの主任委員・謝暁星は、麻生太郎がALPS処理水について「飲んでも何ということはない」と発言したことに対しては「もちろん飲用には適さない」と述べた。
台湾行政院外交部は2023年7月6日、政府として「今後も引き続き日本に対し、国際基準とルールを満たした上で放出を行うよう求めていく」という方針を示した。
台湾行政院は2023年8月24日ALPS処理水の海洋放出について、国際原子力機関（IAEA）の調査結果を踏まえ、処理水の放出は国際的な安全基準に合致しているとした上で、台湾への影響は無視できる程度にとどまるという認識を示した。台湾行政院衛生福利部の食品薬物管理署の幹部は、日本の水産物について日本産の海藻やカキ、サンマなど13種類の水産物に対する検査を強化するとした上で、「現時点でリスクが高まったとは見ておらず、科学的なデータを用いて検査を続ける」と輸入規制強化を否定した。また処理水放出の動向を今後も注視していくとして、安全確保のため予期せぬ状況が起きた場合の緊急時対応計画を用意するよう日本側に要請することを明らかにした。

### フィリピン
フィリピンの外務省は2023年8月24日福島第一原子力発電所からのALPS処理水の海洋放出について「事実に立脚した科学的観点から海域への影響を引き続き見守っていく」と表明をした。また「国際原子力機関（IAEA）のこの問題に関する技術的知見を認めている」と指摘した上で「島しょ国家として海洋環境保全は最優先課題だ」と述べた。
一方、フィリピンの漁業者団体「パマラカヤ」は2023年8月22日「有毒な放射性廃棄物によって漁業資源が影響を受けるのは間違いない」として「強く反対する」と表明した。また声明においては「農民や漁業者をはじめとする東アジア諸国の人々は環境への影響に懸念を訴えている」として日本政府は聞き入れるべきだと主張をした。フィリピンの関係政府機関に対してはALPS処理水の海洋放出への反対に同調するよう求めた。

### パラオ
パラオ共和国大統領のスランゲル・ウィップス・ジュニアは日本政府の福島第一原子力発電所からのALPS処理水の海洋放出に理解を示し、以下のように述べた。

"The people who would be impacted most are their own people. [...] And if it's acceptable to their people, it should be acceptable to all of us."

福島第一原子力発電所からのALPS処理水の海洋放出で最も影響を受けるのは日本国民です。（中略）そしてALPS処理水の海洋放出が日本国民に受け入れられたのであれば、私たち全員が受け入れるべきです。

### アメリカ合衆国

#### アメリカ合衆国政府
アメリカ合衆国政府は「日本は世界的に容認されている核の安全基準を適用しているとみられる」と述べた。2021年4月13日アメリカ合衆国国務長官のアントニー・ブリンケンは「ALPS処理水の処分決定における日本の透明性のある努力に感謝する（“We thank Japan for its transparent efforts in its decision to dispose of the treated water”）」と述べた。アメリカ合衆国気候特命全権公使のジョン・フォーブズ・ケリーは発言の支持を表明した。

#### アメリカ緑の党
アメリカ緑の党はALPS処理水の海洋放出に反対するプレスリリースを発表した。

#### アメリカの団体
米国海洋研究所協会（The U.S. National Association of Marine Laboratories）は、ALPS処理水の海洋放出計画に反対の意志を表明し、「日本の安全性の主張を裏付ける適切で正確な科学的データが不足している」と述べた。以下に詳細を説明する。
- 放射能汚染水の放出に関する深刻な懸念を指し示す十分なデータがある。

- （汚染水の）希釈に関する基本的な原理は、地域の海底堆積物の蓄積と同様に、生物濃縮などの生物学的プロセスの現実を無視している。蓄積された冷却水に含まれる放射性核種の多くが、半減するまで数十年から数世紀かかり、有害な影響はDNAの損傷と細胞へのストレスから、ハマグリ、カキ、カニ、ロブスター、小さいエビ、魚など（処理水の）影響を受けた海洋生物を食べた人達の癌発症率の増加にまでわたる。

- 東京電力と日本政府によって提供されたデータは不十分で、幾つかの場合では不正確である。サンプルデータ抽出や、統計の設計、サンプル分析方法や仮説に関する欠陥がある。それらは安全だという結論に関する欠陥につながる。

- NAMLのメンバーは、放射能汚染水の投棄場所として海を利用することに懸念を持っているという点で、意見が一致している。そのような行為は、健康と私たちの星の持続可能性に、ネガティブな影響を与えうる。

- 私たちは日本政府による太平洋への放射能汚染水放出を止めるように働きかける[200]。

### イギリス
2023年7月7日、イギリス外務省のスポークスマンは、日本政府によるALPS処理水の排出計画を国際的な安全基準に適合し安全であるとするIAEAの報告書を歓迎すると述べた。
駐日英国大使館も、8月24日、SNS上で英国政府がIAEAの報告書を歓迎していると発表した。

### オーストラリア
オーストラリアの駐日大使のジャスティン・ヘイハーストは2023年8月23日、東京電力福島第一原子力発電所からのALPS処理水の海洋放出について声明を出し、「国際原子力機関（IAEA）が科学的な見地に基づいて提供した技術的助言を豪州は完全に信頼している」として、容認する姿勢を示した。

### シンガポール
シンガポールの持続可能性・環境相のグレイス・フーは2023年8月3日、国会での議員からの質問に対して、ALPS処理水の放出が、シンガポール海域やその周辺の海水の水質に影響を与える可能性は低いと述べた。

### ロシア
ロシア外務省報道官のマリア・ザハロワは「日本が（事前に）ロシアを含む近隣諸国との協議が必要と考えなかったことは残念」「漁業を含む他国の経済活動に支障を来さないよう期待する」とする声明を発表した。声明においては海洋放出がもたらす環境へのリスクについての評価など日本政府の情報開示は不十分だと批判し、深刻な懸念を表明した。
また日本政府に対してALPS処理水を放出する海域でロシア政府がモニタリング調査を実施するのを認めるように求めた。

### マレーシア
マレーシア政府は2023年8月24日、福島第一原子力発電所からのALPS処理水の海洋放出を受け「消費者の不安に留意している」とした上で日本産の輸入食品に関するモニタリング検査を実施すると発表した。マレーシア保健省は、日本から輸入された水産物などについて、リスクが高い食品とされるレベル4の「監視対象」にあたるとして、24日から放射性物質の含有量を分析するモニタリング検査を実施する。

### パプアニューギニア
パプアニューギニア首相のジェームズ・マラペは当初、日本のALPS処理水への安全性確保の取り組みを評価し、太平洋への放出にも理解を示す発言をしていたが、2023年6月13日の国会において野党議員のベルデン・ナマから追及をされると、「私の発言は、日本が安全でない処理水を放出する資格を与えるものではない」と述べ、日本の処理水対応に関する自身の発言を撤回した。

### ニュージーランド
ニュージーランドは2023年7月10日、福島第一原子力発電所よりALPS処理水を放出する計画は安全基準に合致しているとした国際原子力機関（IAEA）の報告書を「全面的に信頼する」と表明した。

### ミクロネシア連邦
ミクロネシア連邦大統領のデイヴィッド・パヌエロはALPS処理水の海洋放出の方針について、内閣総理大臣の菅義偉に「この方針決定の前に、政治的・歴史的・地理的に深い関係にある太平洋の島々からなる国々に対して、日本政府が事前に協議を行わなかったことにフラストレーションを感じている」という内容の公開書簡を宛てた。
大統領は、国連総会で演説し、アルプス処理水海洋放出を日本が決めたことに関し、「これ以上ないほど深刻な懸念」を持っていると述べた。彼の発言は下記の通りである。
「私達は核汚染、海の汚染、最終的には青い太平洋大陸の破壊など、想像できない脅威に対して目を閉じることは出来ない。この決定の影響は、自然環境の中で国境も世代も超えていく。国のリーダーとして、私達の人民の生活を支える海洋資源の破壊を許すことは出来ない。」

### フィジー
フィジー共和国首相のシティベニ・ランブカは国際原子力機関（IAEA）の報告書を支持を表明した上で、日本の計画は国際的な安全基準を満たしており、ALPS処理水のほとんどは「日本の裏庭」へと排出されると述べた。
一方、フィジーの首都スバでは2023年8月25日、前首相のフランク・バイニマラマ率いる野党フィジー第一党の呼び掛けで、数百人規模の抗議デモが行われた。またフィジー第一党は「日本がわが国の海に核廃棄物を投棄することを許し、将来世代を見捨てた」としてフィジー政府を非難した。

### ノルウェー
2011年の事故以来、福島第一原子力発電所の除染作業を注視して来たノルウェーの放射線・原子力安全局（DSA）は、声明を発表し、福島第一原子力発電所から放出される水は、前段階でほとんどの放射性物質が基準以下に薄められ、残るトリチウムについても、人体や環境に与える影響は小さいとした。DSAは、英国やフランスの再処理工場から排出されるトリチウムの方がはるかに量が多いと指摘し、福島の処理水の検査は日本以外の4カ国とIAEAによっても行われたが、その結果から、東電の推定値が正しかったことが判明したとしている。

### マーシャル諸島
マーシャル諸島政府は2021年4月に日本政府がALPS処理水の海洋放出方針を決めた際に懸念を表明し、日本側に代替策の検討や海洋環境保全のための国際的義務の履行、対話の実施などを求める声明を発表した。
マーシャル諸島国会は2023年3月24日に「重大な懸念を表明し、より安全な代替処理計画を日本に検討するよう求める」という決議を採択した。また処理水の放出が「海洋資源に大きく依存している太平洋諸島の人々の命と生活を脅かす」とした上で「太平洋を核廃棄物のごみ捨て場にこれ以上するべきではない」と述べた。

### ソロモン諸島
ソロモン諸島の首相マナセ・ソガバレは2023年9月22日に国際連合総会の演説において、福島第一原子力発電所からのALPS処理水の海洋放出を非難した。マナセ・ソガバレは福島第一原子力発電所からのALPS処理水の海洋放出に対して「がくぜんとしている」と述べ、ソロモン諸島にも影響があると警告をした。「この核廃水が安全なら、日本国内で保管すべきだ。海洋投棄したという事実が、安全ではないことを示している」と述べた上で「この行為は国境と世代をまたいで行われる、世界の信頼と団結に対する攻撃だ」として、日本に対してALPS処理水の海洋放出を即時中止し、代替策を講じるよう求めた。

### 太平洋諸島フォーラム
太平洋諸島フォーラム（PIF）事務局長のヘンリー・プナはALPS処理水の海洋放出について、計画に関する情報不足を理由に「日本が対話パートナーの地位を失う可能性がある」と述べた。日本政府に対しては「全当事者が安全だと確認するまでは放出しないことをあくまで求める」と表明をし、「漁場が汚染される恐れがある」として全当事者が安全を確認できるまで延期するよう求めた。
2023年11月、フォーラムは新たな声明を発表し、「健康や安全に対する核汚染の潜在的脅威について、首脳らが強い懸念を抱いていることを再認識した」と記した。
一方、議長国であるクック諸島首相のマーク・ブラウンは2023年8月23日、東京電力福島第一原子力発電所の処理水海洋放出について「国際的な安全基準に合致していると認識しているが、全ての太平洋島しょ国が同じ立場にあるわけではなく、太平洋諸島フォーラム（PIF）としての見解が一致しない可能性がある」と述べた。また「日本は太平洋地域に対し、（放出される）水は処理済みだと確約している」「海洋放出は、国際的な安全基準を満たしていると信じている」と述べた。

### 先進7カ国(G7)
2023年4月、G7主要国首脳会議（カナダ、フランス、ドイツ、イタリア、日本、英国、米国）は、共同声明をまとめ、ALPS処理水について、福島第一原子力発電所の廃炉と福島の復興に処理水の放出は不可欠と指摘。IAEAのレビューはIAEAの安全基準や国際法との整合性を保ち、人体や環境に悪影響を及ぼさないことを確保するのにつながるとして支持を表明した。G7は、科学的根拠に基づく日本のIAEAと連携した透明性のある取り組みについても歓迎するとした。

## 国際機関の反応

### 国際連合
国際連合の毒物と人権に関する特別リポーターのバスクト・トゥンカクは共同通信の記事に以下のように記した。

Releasing the toxic wastewater collected from the Fukushima nuclear plant would be, without question, a terrible blow to the livelihood of local fishermen. Regardless of the health and environmental risks, the reputational damage would be irreparable, an invisible and permanent scar upon local seafood. No amount of money can replace the loss of culture and dignity that accompany this traditional way of life for these communities.

福島第一原子力発電所から有毒な廃水を海洋へと放出することは、間違いなく地元の漁師の生活に甚大な打撃を与えるでしょう。健康と環境のリスクに関係なく、風評被害は取り返しのつかないものであり、地元の水産業に永続的な傷跡を残すでしょう。地元の文化・尊厳・伝統的な生活様式の喪失はお金では取って代われません。

The communities of Fukushima, so devastated by the tragic events of March 11, 2011, have in recent weeks expressed their concerns and opposition to the discharge of the contaminated water into their environment. It is their human right to an environment that allows for living a life in dignity, to enjoy their culture, and to not be exposed deliberately to additional radioactive contamination. Those rights should be fully respected and not be disregarded by the government in Tokyo.

2011年3月11日の東日本大震災で甚大な被害を受けた福島県の地元住民はALPS処理水の海洋放出に懸念と反対の意志を示している。尊厳のある生活を送り、文化を享受し、さらなる放射能汚染に故意にさらされないというのは地元住民の人権です。これらの権利は十分に尊重されるべきであり、東京都に位置する日本政府によって無視されるべきではありません。

### 国際連合人権理事会
2021年、国際連合人権理事会の人権問題の専門家らが、ALPS処理水の海洋放出について、深い遺憾の意を表明した上で以下のように述べた。

the discharge could impact millions of lives and livelihoods in the Pacific region.

海洋放出は太平洋地域の何百万人もの命と生活に影響を与える可能性がある。

“The release of one million tonnes of contaminated water into the marine environment imposes considerable risks to the full enjoyment of human rights of concerned populations in and beyond the borders of Japan,”

100万トンの汚染水が海洋環境に放出されることは、日本の国境内外で関係する人々の人権の完全な享受にかなりのリスクを課している。

“The Government’s decision is very concerning given the warnings about the effect of such a discharge on so many people’s lives and the environment at large. It comes after years of discussion and concerns raised by local communities -- particularly the fishing community who was already severely hit by the 2011 disaster -- environmental NGOs, neighbouring countries and civil society. The decision is particularly disappointing as experts believe alternative solutions to the problem are available.”

政府の決定は、ALPS処理水の海洋放出が非常に多くの人々の生活や環境全体へと影響を与える危険性を考えると、非常に懸念されています。ALPS処理水の海洋放出は近隣住民、特に2011年の東日本大震災においてすでに深刻な打撃を受けた漁業者らの他、環境NGOや近隣諸国、市民社会によって定義された長年の議論そして懸念の末に行われます。専門家らは他の代替案も可能であったはずだと考えているため、この決定をとても遺憾に思います。

"Japan has noted that the levels of tritium are very low and do not pose a threat to human health. However, scientists warn that the tritium in the water organically binds to other molecules, moving up the food chain affecting plants and fish and humans. They say the radioactive hazards of tritium have been underestimated and could pose risks to humans and the environment for over 100 years. "

日本政府はトリチウムの放射能レベルは非常に低く、人間の健康に危険を与えないとしている。しかし、科学者らは水中のトリチウムが他の分子と有機的に結合し、食物連鎖によって植物、魚、そして人間にも影響を与えると警告している。科学者らはトリチウムの放射能の危険性は過小評価されており、100年以上にわたって人間と環境にリスクをもたらす可能性があると述べている。

“We remind Japan of its international obligations to prevent exposure to hazardous substances, to conduct environmental impact assessments of the risks that the discharge of water may have, to prevent transboundary environmental harms, and to protect the marine environment,”

我々は、有害物質の海洋放出を防止し、海洋放出がもたらし得るリスクの環境影響評価を実施し、国境を越えた環境被害を防止し、海洋環境を保護するという国際的な義務を日本に想起させる。

### 国際原子力機関（IAEA）
国際原子力機関（IAEA）は「各国の他の原子力発電所で行われている排水放出に似ている」として日本政府の計画を支持している。ラファエル・マリアーノ・グロッシ事務局長は「海洋放出はどこでもやっている。目新しいことではなく、スキャンダルでもない」と述べている。

### 非政府組織（NGO）

#### グリーンピース
グリーンピースは日本政府の計画について「福島の人々をまた裏切る行為だ」と批判をした。グリーンピースの原子力のシニア・スペシャリストであるショーン・バーニーは、日本政府と東京電力がトリチウムの問題ばかりを強調することによって、ALPS処理水中に含まれるトリチウム以外の有害な放射性同位体（ストロンチウム90、ヨウ素、ルテニウム、ロジウム、アンチモン、テルル、コバルト、炭素14など）から出る放射能から目を逸らそうとしていると訴えた。2023年8月22日グリーンピース・ジャパンは日本政府がALPS処理水の海洋放出を早ければ2023年8月24日に開始をする決定を受けて声明を発表した。グリーンピース・ジャパン プロジェクトリーダーの高田久代は「日本政府および東京電力が、漁業関係者や住民、太平洋地域や近隣諸国の懸念を押し切る形で、放射性物質を含む処理汚染水の、意図的な環境中への放出開始に踏み切ったことに、強い失望と憤りを感じている。」という主旨の声明を発表した。またグリーンピース東アジア 核問題スペシャリストであるショーン・バーニーは声明の中で「海洋環境は、すでに多大なストレスにさらされています。数十年にわたる意図的な放射能汚染は、完全に誤った解決策です。これは、福島の人々をはじめ、海の環境に関わる多くの人々の人権を侵害する暴挙というほかありません。」と述べた。

## 風評被害
ALPS処理水の放出に伴い、中国では「放射線の影響を受けている日本の化粧品リスト」や、アメリカ海洋大気庁が作成した無関係の画像をドイツの研究機関による「核汚染水」の拡散シミュレーションとするフェイク情報がSNS上で拡散された。フェイク情報の一部は、日本の中国大使館のアカウントによってもリポストされていた。
日本政府は風評被害対策として、計800億円に上る二つの基金を設けた。
2024年5月7日の第5回海洋放出の際、共同通信社は、「海水からトリチウム検出　原発処理水放出口付近」との見出しで記事を配信したが、実態は、WHOが定める1リットル当たり10,000ベクレルの基準値を大幅に下回る値（13Bq/L）だった為、見出しのつけ方に疑問の声が上がった。

## 政府広報による広報活動
政府広報では2022年12月13日から「みんなで知ろう。考えよう。ALPS処理水のこと」のテレビCMが初めて放送された。また新聞やウェブサイト、福島・岩手などの海産物を通じての広報活動も行われている。